# Pericarditis carcinomatosa
Pericarditis carcinomatosa is een aandoening waarbij er kankercellen gevonden worden in het hartzakje (pericard).
Tumoren die in het hart ontstaan, zijn uiterst zeldzaam. Dat geldt voor zowel goedaardige als kwaadaardige tumoren. Uitzaaiingen naar het hart van kanker, die elders in het lichaam is ontstaan, komen iets vaker voor. Maar ook dit is zeldzaam. Het gaat dan vooral om kanker van de longen, de borst, het bloed of de huid.